# Aprostocetus nigricornis
Aprostocetus nigricornis är en stekelart som först beskrevs av Muhammad Sharif Khan och Shafee 1988.  Aprostocetus nigricornis ingår i släktet Aprostocetus och familjen finglanssteklar. Inga underarter finns listade i Catalogue of Life.